# Impactos del cometa Shoemaker-Levy 9

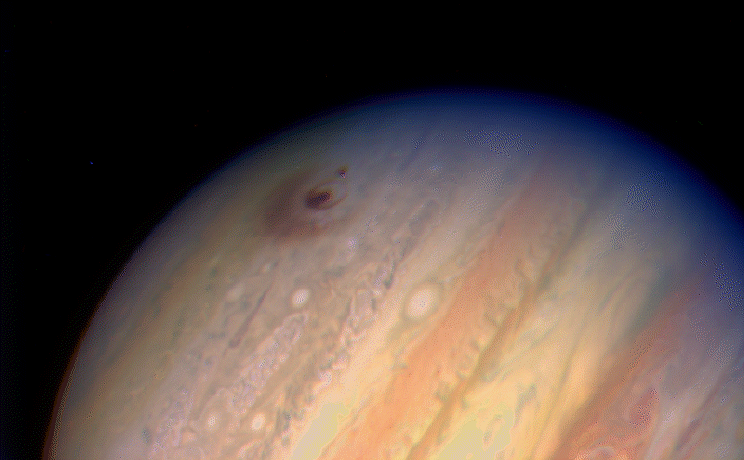
Impacto del fragmento G del cometa Shoemaker-Levy 9 en Júpiter.

Impacto de los fragmentos D y G registrados por el telescopio espacial Hubble.

Desde el día 16 de julio al 22 de julio de 1994 21 fragmentos del cometa Shoemaker-Levy 9 chocaron con el planeta Júpiter, produciendo una colisión entre dos cuerpos del sistema solar que no había sido nunca observada. Esta es la descripción de los acontecimientos:
1. El fragmento A chocó a las 22:18 del día 16 de julio de 1994, a pesar de ser de los fragmentos más pequeños se detectó en el Instituto de Astrofísica de Canarias (IAC) en el infrarrojo. La mancha brillante desapareció unas 2 horas después y se movía más lentamente que las estructuras visibles por lo que estaba a gran altura sobre las nubes. Las observaciones sugieren que una burbuja de gas caliente se formó por encima del lugar de la explosión, pero no fue lo suficientemente caliente para emitir en el visible emitiendo en el infrarrojo. Posteriormente se enfrió y dejó de emitir. El residuo que queda tras el impacto se pudo ver como una mancha negra en el espectro visible. Su tamaño era de 12 000 km de diámetro. La columna de gases alcanzó los 1000 km de altura. Se espera con ilusión el choque de los fragmentos mayores.
2. El fragmento C chocó a las 9:02 del día 17 de julio. La gran nube formada permitirá analizar su espectro y por tanto la composición de la atmósfera. El fragmento B fue mucho menor posiblemente por estar la materia muy desmenuzada.
3. El séptimo impacto del fragmento G fue 25 veces más potente que el A y ocurrió a las 9:30 del 18 de julio. La energía de la colisión fue equivalente a 250 megatones de dinamita. (6 megatones para E. Shoemaker que le parece excesivo el cálculo. Ello representa 600 veces la potencia de todo el arsenal nuclear almacenado durante la Guerra Fría.) Fue tan intenso que saturó los detectores del Telescopio Keck en Mauna Kea de Hawái. La colisión dejó una marca negra del tamaño de la Gran mancha Roja. El impacto G se produjo encima del impacto D. El fragmento G es junto con el Q (que se ha partido en dos trozos) uno de los mayores del cometa. La mancha causada por G tiene un color muy oscuro de 8000 km de diámetro y está rodeada de un halo gris de 25 000 km. Se cree que la nube está contaminada con material del cometa.
4. El 18 de julio desde el IAC se indicaba que cada vez era más bonito el espectáculo, dos manchas son visibles desde la Tierra en el hemisferio sur de Júpiter y la mancha producida por el fragmento H que debe chocar esta noche a las 21:26 puede ser espectacular. Cuando con un telescopio Celestron 8 de 20 cm de aficionado se apuntó esa noche a Júpiter apareció una impresionante mancha negra que resultó ser la mancha causada por el fragmento G que había impactado por la mañana. Definitivamente el fenómeno era accesible al gran público.
5. La colisión del fragmento H fue observada por el IAC sobre las 21:07 del 18 de julio y dejó una mancha claramente visible sin necesidad de procesar las imágenes. Se pudo ver la mancha H apareciendo sobre el borde mientras la enorme mancha G cruzaba el centro del disco. Luego aparecieron las manchas gemelas de los impactos E y F a la vez. Dando lugar a 4 manchas que se observaban simultáneamente. Las nubes procedentes del impacto se ven como manchas oscuras en todos los filtros del visible excepto en el sintonizado en metano donde son brillantes.
6. La colisión del fragmento L ocurrida el 20 de julio a las 0:07 fue vista por el telescopio del IAC de 51 cm. por lo que se cree que el choque de Q podrá ser observado por los aficionados. En vez del impacto previsto se detectaron para el L tres impactos seguidos. Los impactos de Q2 y Q1 ocurrieron a las 20:52 y a las 21:33 del 20 de julio y sorprendió porque su brillo apenas llegó a ser la mitad del L. Se achaca a que la materia que formaba Q1 y Q2 era difusa y con mucho gas.
7. Los impactos del R,S,T,U bautizados como la banda de los cuatro ocurrió el 21 de julio. Los impactos de R,S cayeron a intervalos de 10 horas el 21 de julio. La zona de choque del R ocurrió cerca del impacto de Q pero no alcanzó el brillo de algunos anteriores.
8. El impacto del W, el último de la serie, ocurrió el 22 de julio a las 9:53 y fue uno de los trozos más brillantes observados en Australia que no ha sido muy favorecido en esta ocasión. Los impactos más brillantes han sido los producidos por los fragmentos G,L, y S y los horarios de los impactos se han ajustado a los cálculos con desviaciones de pocos minutos.